# Diskografie Ariany Grande
Toto je seznam vydané diskografie americké zpěvačky, skladatelky a herečky Ariany Grande.

## Alba

### Studiová alba
| Název                                                                                   | Detaily o albu                                      | Umístění v hitparádách | Umístění v hitparádách | Umístění v hitparádách | Umístění v hitparádách | Umístění v hitparádách | Umístění v hitparádách | Umístění v hitparádách | Umístění v hitparádách | Umístění v hitparádách | Umístění v hitparádách | Prodeje                                                 | Certifikace |
| Název                                                                                   | Detaily o albu                                      | US                     | AUS                    | CAN                    | DEN                    | FRA                    | ITA                    | NOR                    | NZ                     | SWI                    | UK                     | Prodeje                                                 | Certifikace |
| --------------------------------------------------------------------------------------- | --------------------------------------------------- | ---------------------- | ---------------------- | ---------------------- | ---------------------- | ---------------------- | ---------------------- | ---------------------- | ---------------------- | ---------------------- | ---------------------- | ------------------------------------------------------- | --- |
| Yours Truly                                                                             | - Vydáno: 30. srpna 2013 - Vydavatelství: Republic  | 1                      | 6                      | 2                      | 10                     | 183                    | —                      | 33                     | 11                     | 57                     | 7                      | - US: 650,000 - JPN: 125,000                            | - RIAA: Platinum - BPI: Gold - IFPI NOR: Gold - IFPI SWI: Gold - MC: Platinum - RMNZ: Platinum |
| My Everything                                                                           | - Vydáno: 22. srpna 2014 - Vydavatelství: Republic  | 1                      | 1                      | 1                      | 2                      | 18                     | 4                      | 1                      | 3                      | 2                      | 3                      | - US: 759,000 - JPN: 181,000 - UK: 579,000              | - RIAA: 4× Platinum - ARIA: Platinum - BPI: 2× Platinum - FIMI: Platinum - IFPI DEN: 2× Platinum - IFPI NOR: 6× Platinum - IFPI SWI: 3× Platinum - MC: 3× Platinum - RMNZ: 3× Platinum - SNEP: Platinum |
| Dangerous Woman                                                                         | - Vydáno: 20. května 2016 - Vydavatelství: Republic | 2                      | 1                      | 2                      | 5                      | 8                      | 1                      | 1                      | 1                      | 3                      | 1                      | - US: 429,000 - CAN: 36,462 - UK: 486,000               | - RIAA: 2× Platinum - ARIA: Platinum - BPI: Platinum - FIMI: Platinum - IFPI DEN: 2× Platinum - IFPI NOR: 2× Platinum - IFPI SWI: 3× Platinum - MC: 3× Platinum - RMNZ: 3× Platinum - SNEP: Platinum    |
| Sweetener                                                                               | - Vydáno: 17. srpna 2018 - Vydavatelství: Republic  | 1                      | 1                      | 1                      | 2                      | 2                      | 1                      | 1                      | 1                      | 1                      | 1                      | - US: 321,000 - JPN: 28,029                             | - RIAA: 2× Platinum - ARIA: Platinum - BPI: Platinum - FIMI: Gold - IFPI DEN: Platinum - IFPI NOR: Platinum - IFPI SWI: Platinum - MC: 2× Platinum - RMNZ: 2× Platinum - SNEP: Gold                     |
| Thank U, Next                                                                           | - Vydáno: 8. února 2019 - Vydavatelství: Republic   | 1                      | 1                      | 1                      | 1                      | 3                      | 2                      | 1                      | 1                      | 2                      | 1                      | - US: 302,000 - CAN: 25,000 - JPN: 14,483 - UK: 494,000 | - RIAA: 2× Platinum - ARIA: Platinum - BPI: Platinum - FIMI: Platinum - IFPI DEN: 2× Platinum - IFPI NOR: 4× Platinum - IFPI SWI: 4× Platinum - MC: 3× Platinum - RMNZ: 3× Platinum - SNEP: Platinum    |
| Positions                                                                               | - Vydáno: 30. října 2020 - Vydavatelství: Republic  | 1                      | 2                      | 1                      | 2                      | 8                      | 8                      | 1                      | 1                      | 4                      | 1                      | - US: 158,000                                           | - RIAA: Platinum - ARIA: Gold - BPI: Gold - FIMI: Gold - IFPI DEN: Platinum - IFPI NOR: Platinum - IFPI SWI: 2× Platinum - RMNZ: 2× Platinum - SNEP: Platinum                                           |
| Eternal Sunshine                                                                        | - Vydáno: 8. března 2024 - Vydavatelství: Republic  | 1                      | 1                      | 1                      | 1                      | 2                      | 4                      | 1                      | 1                      | 2                      | 1                      | - US: 115,000 - CAN: 6,000                              | - RIAA: Platinum - BPI: Gold - IFPI DEN: Gold - MC: Gold - RMNZ: Platinum - SNEP: Gold |
| "—" značí, že se nahrávka neumístila v hitparádách nebo v tomto území ani nebyla vydána |                                                     |                        |                        |                        |                        |                        |                        |                        |                        |                        |                        |                                                         | |

### Soundtracky
| Název                                                        | Detaily o albu                                                | Umístění v hitparádách | Umístění v hitparádách | Umístění v hitparádách | Umístění v hitparádách | Umístění v hitparádách | Umístění v hitparádách | Umístění v hitparádách | Umístění v hitparádách | Umístění v hitparádách | Umístění v hitparádách | Prodeje      | Certifikace |
| Název                                                        | Detaily o albu                                                | US                     | AUS                    | CAN                    | FRA                    | ITA                    | NLD                    | NOR                    | NZ                     | SWI                    | UK Com.                | Prodeje      | Certifikace |
| ------------------------------------------------------------ | ------------------------------------------------------------- | ---------------------- | ---------------------- | ---------------------- | ---------------------- | ---------------------- | ---------------------- | ---------------------- | ---------------------- | ---------------------- | ---------------------- | ------------ | ----------- |
| Wicked: The Soundtrack (s Wicked Movie Cast a Cynthia Erivo) | - Vydáno: 22. listopadu 2024 - Vydavatelství: Republic, Verve | 2                      | 3                      | 9                      | 38                     | 42                     | 9                      | 26                     | 3                      | 37                     | 1                      | - US: 85,000 | - BPI: Gold |

### Koncertní alba
| Název                    | Detaily o albu                                        | Umístění v hitparádách | Umístění v hitparádách | Umístění v hitparádách | Umístění v hitparádách | Umístění v hitparádách | Umístění v hitparádách | Umístění v hitparádách | Prodeje     |
| Název                    | Detaily o albu                                        | US                     | AUS                    | FRA                    | JPN                    | NLD                    | POR                    | SWI                    | Prodeje     |
| ------------------------ | ----------------------------------------------------- | ---------------------- | ---------------------- | ---------------------- | ---------------------- | ---------------------- | ---------------------- | ---------------------- | ----------- |
| K Bye for Now (SWT Live) | - Vydáno: 23. prosince 2019 - Vydavatelství: Republic | 79                     | 89                     | 112                    | 56                     | 57                     | 12                     | 93                     | - US: 4,000 |

### Remixová alba
| Název     | Detaily o albu                                                         | Umístění v hitparádě | Prodeje      |
| Název     | Detaily o albu                                                         | JPN                  | Prodeje      |
| --------- | ---------------------------------------------------------------------- | -------------------- | ------------ |
| The Remix | - Vydáno: 25. května 2015 (JPN) - Vydavatelství: Universal Music Japan | 32                   | - JPN: 1,542 |

### Kompilační alba
| Název    | Detaily o albu                                                       | Umístění v hitparádě | Prodeje       |
| Název    | Detaily o albu                                                       | JPN                  | Prodeje       |
| -------- | -------------------------------------------------------------------- | -------------------- | ------------- |
| The Best | - Vydáno: 27. září 2017 (JPN) - Vydavatelství: Universal Music Japan | 2                    | - JPN: 23,083 |

## Extended play
| Název                                                                                   | Detaily o extended play                                    | Umístění v hitparádách | Umístění v hitparádách | Umístění v hitparádách | Umístění v hitparádách | Umístění v hitparádách | Umístění v hitparádách | Umístění v hitparádách | Umístění v hitparádách | Umístění v hitparádách | Prodeje      | Certifikace  |
| Název                                                                                   | Detaily o extended play                                    | US                     | US Hol.                | AUS                    | CAN                    | ITA                    | JPN                    | NZ                     | SWE                    | UK Vinyl               | Prodeje      | Certifikace  |
| --------------------------------------------------------------------------------------- | ---------------------------------------------------------- | ---------------------- | ---------------------- | ---------------------- | ---------------------- | ---------------------- | ---------------------- | ---------------------- | ---------------------- | ---------------------- | ------------ | ------------ |
| Christmas Kisses                                                                        | - Vydáno: 17. prosince 2013 (US) - Vydavatelství: Republic | —                      | 39                     | —                      | —                      | —                      | 25                     | 16                     | —                      | —                      | - US: 16,000 | - RMNZ: Gold |
| Christmas & Chill                                                                       | - Vydáno: 18. prosince 2015 - Vydavatelství: Republic      | 34                     | 3                      | 49                     | 43                     | 36                     | 47                     | —                      | 30                     | 39                     | - US: 52,000 |              |
| "—" značí, že se nahrávka neumístila v hitparádách nebo v tomto území ani nebyla vydána |                                                            |                        |                        |                        |                        |                        |                        |                        |                        |                        |              |              |

## Singly

### Jako hlavní umělkyně

#### 2010s
| Název                                                                                   | Rok  | Umístění v hitparádách | Umístění v hitparádách | Umístění v hitparádách | Umístění v hitparádách | Umístění v hitparádách | Umístění v hitparádách | Umístění v hitparádách | Umístění v hitparádách | Umístění v hitparádách | Umístění v hitparádách | Prodeje                                                     | Certifikace | Album                 |
| Název                                                                                   | Rok  | US                     | AUS                    | CAN                    | DEN                    | GER                    | ITA                    | NLD                    | NZ                     | SWE                    | UK                     | Prodeje                                                     | Certifikace | Album                 |
| --------------------------------------------------------------------------------------- | ---- | ---------------------- | ---------------------- | ---------------------- | ---------------------- | ---------------------- | ---------------------- | ---------------------- | ---------------------- | ---------------------- | ---------------------- | ----------------------------------------------------------- | --- | --------------------- |
| "Put Your Hearts Up"                                                                    | 2011 | —                      | —                      | —                      | —                      | —                      | —                      | —                      | —                      | —                      | —                      | - US: 170,000                                               | - RIAA: Gold | Singl bez alb         |
| "The Way" (feat. Mac Miller)                                                            | 2013 | 9                      | 37                     | 33                     | —                      | —                      | —                      | 22                     | 31                     | —                      | 41                     | - US: 2,400,000                                             | - RIAA: 3× Platinum - ARIA: 2× Platinum - BPI: Gold - MC: Platinum - RMNZ: Platinum | Yours Truly           |
| "Baby I"                                                                                | 2013 | 21                     | 67                     | 57                     | —                      | —                      | —                      | 39                     | —                      | —                      | 145                    |                                                             | - RIAA: Platinum - ARIA: Gold | Yours Truly           |
| "Right There" (feat. Big Sean)                                                          | 2013 | 84                     | 51                     | —                      | —                      | —                      | —                      | —                      | —                      | —                      | 113                    |                                                             | - RIAA: Gold - ARIA: Gold | Yours Truly           |
| "Problem" (feat. Iggy Azalea)                                                           | 2014 | 2                      | 2                      | 3                      | 5                      | 19                     | 12                     | 10                     | 1                      | 5                      | 1                      | - WW: 9,000,000 - US: 3,700,000                             | - RIAA: 8× Platinum - ARIA: 6× Platinum - BPI: 2× Platinum - BVMI: Platinum - FIMI: 2× Platinum - GLF: 3× Platinum - IFPI DEN: 2× Platinum - MC: 4× Platinum - NVPI: 2× Platinum - RMNZ: 2× Platinum | My Everything         |
| "Break Free" (feat. Zedd)                                                               | 2014 | 4                      | 3                      | 5                      | 19                     | 12                     | 16                     | 6                      | 5                      | 6                      | 16                     | - US: 1,900,000 - UK: 687,000                               | - RIAA: 5× Platinum - ARIA: 6× Platinum - BPI: 2× Platinum - BVMI: Platinum - FIMI: 2× Platinum - GLF: 4× Platinum - IFPI DEN: Platinum - MC: 4× Platinum - NVPI: 2× Platinum - RMNZ: 2× Platinum    | My Everything         |
| "Bang Bang" (s Jessie J a Nicki Minaj)                                                  | 2014 | 3                      | 4                      | 3                      | 10                     | 13                     | 24                     | 7                      | 4                      | 15                     | 1                      | - US: 3,500,000 - UK: 554,197                               | - RIAA: Diamond - ARIA: 5× Platinum - BPI: 3× Platinum - BVMI: Platinum - FIMI: 2× Platinum - GLF: 4× Platinum - IFPI DEN: Platinum - MC: 6× Platinum - RMNZ: 4× Platinum                            | My Everything         |
| "Love Me Harder" (s the Weeknd)                                                         | 2014 | 7                      | 19                     | 10                     | 18                     | 35                     | 17                     | 12                     | 28                     | 26                     | 48                     | - US: 1,300,000                                             | - RIAA: 5× Platinum - ARIA: 4× Platinum - BPI: Platinum - BVMI: Gold - FIMI: Platinum - GLF: 2× Platinum - IFPI DEN: Platinum - MC: 3× Platinum - RMNZ: 2× Platinum                                  | My Everything         |
| "One Last Time"                                                                         | 2015 | 13                     | 15                     | 12                     | 19                     | 60                     | 6                      | 11                     | 22                     | 22                     | 2                      | - US: 918,000 - UK: 2,340,000                               | - RIAA: 4× Platinum - ARIA: 6× Platinum - BPI: 4× Platinum - BVMI: Gold - FIMI: 3× Platinum - GLF: 3× Platinum - IFPI DEN: 2× Platinum - MC: 4× Platinum - RMNZ: 3× Platinum                         | My Everything         |
| "E Più Ti Penso" (s Andrea Bocelli)                                                     | 2015 | —                      | —                      | —                      | —                      | —                      | —                      | —                      | —                      | —                      | —                      |                                                             | | Cinema                |
| "Focus"                                                                                 | 2015 | 7                      | 10                     | 8                      | 30                     | 18                     | 8                      | 9                      | 16                     | 14                     | 10                     | - US: 490,000                                               | - RIAA: 2× Platinum - ARIA: Platinum - BPI: Gold - FIMI: Platinum - GLF: Platinum - MC: Gold - RMNZ: Gold                                                                                            | Singl bez alb         |
| "Dangerous Woman"                                                                       | 2016 | 8                      | 18                     | 10                     | 31                     | 30                     | 19                     | 21                     | 16                     | 30                     | 17                     | - US: 1,150,000                                             | - RIAA: 4× Platinum - ARIA: 4× Platinum - BPI: 2× Platinum - BVMI: Gold - FIMI: Platinum - GLF: 2× Platinum - IFPI DEN: Platinum - MC: 4× Platinum - RMNZ: 3× Platinum                               | Dangerous Woman       |
| "Into You"                                                                              | 2016 | 13                     | 11                     | 13                     | 30                     | 49                     | 29                     | 21                     | 9                      | 31                     | 14                     | - US: 792,000 - UK: 1,690,000                               | - RIAA: 4× Platinum - ARIA: 7× Platinum - BPI: 3× Platinum - BVMI: Platinum - FIMI: 2× Platinum - GLF: 3× Platinum - IFPI DEN: Platinum - MC: 6× Platinum - RMNZ: 4× Platinum                        | Dangerous Woman       |
| "Side to Side" (feat. Nicki Minaj)                                                      | 2016 | 4                      | 3                      | 4                      | 13                     | 24                     | 28                     | 11                     | 2                      | 13                     | 4                      | - US: 1,170,000                                             | - RIAA: 6× Platinum - ARIA: 7× Platinum - BPI: 2× Platinum - BVMI: Platinum - FIMI: 2× Platinum - GLF: 3× Platinum - IFPI DEN: Platinum - MC: 7× Platinum - RMNZ: 4× Platinum                        | Dangerous Woman       |
| "Everyday" (feat. Future)                                                               | 2017 | 55                     | 96                     | 54                     | —                      | —                      | —                      | —                      | —                      | —                      | 123                    |                                                             | - RIAA: Platinum - ARIA: Platinum - BPI: Gold - MC: Platinum - RMNZ: Platinum | Dangerous Woman       |
| "Beauty and the Beast" (s John Legend)                                                  | 2017 | 87                     | 64                     | 70                     | —                      | —                      | —                      | —                      | —                      | —                      | 52                     |                                                             | - RIAA: Platinum - ARIA: Platinum - BPI: Silver - RMNZ: Gold | Kráska a zvíře        |
| "No Tears Left to Cry"                                                                  | 2018 | 3                      | 1                      | 2                      | 6                      | 2                      | 6                      | 4                      | 4                      | 10                     | 2                      | - US: 532,000 - UK: 1,970,000                               | - RIAA: 6× Platinum - ARIA: 6× Platinum - BPI: 3× Platinum - BVMI: Gold - FIMI: Platinum - GLF: 3× Platinum - IFPI DEN: Platinum - MC: 5× Platinum - RMNZ: 3× Platinum                               | Sweetener             |
| "God Is a Woman"                                                                        | 2018 | 8                      | 5                      | 5                      | 17                     | 20                     | 27                     | 19                     | 5                      | 12                     | 4                      | - US: 58,000                                                | - RIAA: 4× Platinum - ARIA: 4× Platinum - BPI: Platinum - BVMI: Gold - FIMI: Gold - GLF: Gold - IFPI DEN: Platinum - MC: 4× Platinum - RMNZ: 2× Platinum                                             | Sweetener             |
| "Breathin"                                                                              | 2018 | 12                     | 8                      | 15                     | 19                     | 35                     | 33                     | 23                     | 11                     | 13                     | 8                      |                                                             | - RIAA: 3× Platinum - ARIA: 3× Platinum - BPI: Platinum - IFPI DEN: Gold - GLF: Gold - MC: 3× Platinum - RMNZ: Platinum                                                                              | Sweetener             |
| "Thank U, Next"                                                                         | 2018 | 1                      | 1                      | 1                      | 3                      | 13                     | 24                     | 3                      | 1                      | 3                      | 1                      | - US: 299,000 - UK: 1,880,000                               | - RIAA: 8× Platinum - ARIA: 8× Platinum - BPI: 3× Platinum - BVMI: Gold - FIMI: Platinum - GLF: 2× Platinum - IFPI DEN: Platinum - MC: 7× Platinum - RMNZ: 5× Platinum                               | Thank U, Next         |
| "7 Rings"                                                                               | 2019 | 1                      | 1                      | 1                      | 2                      | 4                      | 5                      | 4                      | 1                      | 1                      | 1                      | - WW: 13,300,000 - US: 476,000 - CAN: 57,000 - GER: 112,879 | - RIAA: 9× Platinum - ARIA: 8× Platinum - BPI: 3× Platinum - BVMI: Platinum - FIMI: Platinum - GLF: 3× Platinum - IFPI DEN: Platinum - MC: 7× Platinum - RMNZ: 4× Platinum                           | Thank U, Next         |
| "Break Up with Your Girlfriend, I'm Bored"                                              | 2019 | 2                      | 2                      | 2                      | 4                      | 8                      | 35                     | 11                     | 1                      | 6                      | 1                      | - US: 52,000                                                | - RIAA: 3× Platinum - ARIA: 4× Platinum - BPI: Platinum - BVMI: Gold - FIMI: Gold - GLF: Platinum - IFPI DEN: Platinum - MC: 4× Platinum - RMNZ: 2× Platinum                                         | Thank U, Next         |
| "Monopoly" (s Victoria Monét)                                                           | 2019 | 69                     | 21                     | 38                     | —                      | 98                     | —                      | 76                     | 19                     | 53                     | 23                     |                                                             | - ARIA: Gold - BPI: Silver - MC: Gold - RMNZ: Gold | Singl bez alb         |
| "Boyfriend" (se Social House)                                                           | 2019 | 8                      | 4                      | 5                      | 20                     | 23                     | 57                     | 30                     | 4                      | 18                     | 4                      |                                                             | - RIAA: Platinum - ARIA: 3× Platinum - BPI: Platinum - GLF: Gold - IFPI DEN: Gold - MC: Platinum - RMNZ: 2x Platinum                                                                                 | Everything Changed... |
| "Don't Call Me Angel" (s Miley Cyrus a Lana Del Rey)                                    | 2019 | 13                     | 4                      | 7                      | 22                     | 11                     | 39                     | 27                     | 6                      | 25                     | 2                      |                                                             | - ARIA: Platinum - BPI: Gold - MC: Gold - RMNZ: Gold | Charlieho andílci     |
| "—" značí, že se nahrávka neumístila v hitparádách nebo v tomto území ani nebyla vydána |      |                        |                        |                        |                        |                        |                        |                        |                        |                        |                        |                                                             | |                       |

#### 2020s
| Název                                                                                   | Rok  | Umístění v hitparádách | Umístění v hitparádách | Umístění v hitparádách | Umístění v hitparádách | Umístění v hitparádách | Umístění v hitparádách | Umístění v hitparádách | Umístění v hitparádách | Umístění v hitparádách | Umístění v hitparádách | Certifikace | Album                  |
| Název                                                                                   | Rok  | US                     | AUS                    | CAN                    | DEN                    | NOR                    | NZ                     | SWE                    | SWI                    | UK                     | WW                     | Certifikace | Album                  |
| --------------------------------------------------------------------------------------- | ---- | ---------------------- | ---------------------- | ---------------------- | ---------------------- | ---------------------- | ---------------------- | ---------------------- | ---------------------- | ---------------------- | ---------------------- | --- | ---------------------- |
| "Stuck with U" (s Justin Bieber)                                                        | 2020 | 1                      | 3                      | 1                      | 5                      | 4                      | 1                      | 8                      | 5                      | 4                      | 60                     | - RIAA: 2× Platinum - ARIA: 4× Platinum - BPI: Platinum - GLF: Platinum - IFPI DEN: Platinum - IFPI NOR: Platinum - MC: 2× Platinum - RMNZ: 3× Platinum       | Singl bez alb          |
| "Rain on Me" (s Lady Gaga)                                                              | 2020 | 1                      | 2                      | 1                      | 14                     | 7                      | 2                      | 8                      | 5                      | 1                      | 22                     | - RIAA: 2× Platinum - ARIA: 5× Platinum - BPI: 2× Platinum - GLF: Platinum - IFPI DEN: Platinum - IFPI NOR: 2× Platinum - MC: 2× Platinum - RMNZ: 3× Platinum | Chromatica             |
| "Positions"                                                                             | 2020 | 1                      | 1                      | 1                      | 4                      | 7                      | 1                      | 10                     | 5                      | 1                      | 1                      | - RIAA: 2× Platinum - ARIA: 4× Platinum - BPI: Platinum - GLF: Platinum - IFPI DEN: Platinum - IFPI NOR: 2× Platinum - MC: 3× Platinum - RMNZ: 3× Platinum    | Positions              |
| "34+35" (sólo nebo remix feat. Doja Cat a Megan Thee Stallion)                          | 2020 | 2                      | 5                      | 5                      | 33                     | 26                     | 3                      | 34                     | 33                     | 3                      | 2                      | - RIAA: 2× Platinum - ARIA: 3× Platinum - BPI: Platinum - GLF: Gold - IFPI DEN: Gold - IFPI NOR: Platinum - MC: 2× Platinum - RMNZ: 2× Platinum               | Positions              |
| "POV"                                                                                   | 2021 | 27                     | 29                     | 31                     | —                      | —                      | 19                     | 83                     | 81                     | 19                     | 22                     | - ARIA: Platinum - BPI: Silver - IFPI NOR: Gold - RMNZ: Platinum                                                                                              | Positions              |
| "Save Your Tears" (Remix) (s the Weeknd)                                                | 2021 | 1                      | —                      | 1                      | —                      | 13                     | —                      | 9                      | 3                      | —                      | 1                      | - GLF: 6× Platinum - IFPI NOR: 4× Platinum - RMNZ: 5× Platinum                                                                                                | After Hours (Deluxe)   |
| "Die for You" (Remix) (s the Weeknd)                                                    | 2023 | 1                      | —                      | 2                      | —                      | 6                      | 6                      | 2                      | 8                      | —                      | 2                      | - RMNZ: 4× Platinum | Starboy (Deluxe)       |
| "Yes, And?"                                                                             | 2024 | 1                      | 2                      | 1                      | 9                      | 4                      | 3                      | 6                      | 1                      | 2                      | 1                      | - RIAA: Platinum - BPI: Platinum - IFPI NOR: Gold - IFPI SWI: Gold - MC: Platinum - RMNZ: Gold                                                                | Eternal Sunshine       |
| "We Can't Be Friends (Wait for Your Love)"                                              | 2024 | 1                      | 2                      | 3                      | 4                      | 3                      | 1                      | 6                      | 7                      | 2                      | 1                      | - RIAA: 2× Platinum - BPI: Platinum - GLF: Platinum - IFPI DEN: Gold - IFPI NOR: Platinum - IFPI SWI: Gold - MC: Platinum - RMNZ: 2x Platinum                 | Eternal Sunshine       |
| "The Boy Is Mine"                                                                       | 2024 | 16                     | 28                     | 15                     | —                      | —                      | 23                     | —                      | —                      | 39                     | 11                     | - RIAA: Platinum - BPI: Silver - MC: Gold - RMNZ: Gold | Eternal Sunshine       |
| "Popular"                                                                               | 2024 | 53                     | 52                     | 77                     | —                      | —                      | —                      | —                      | —                      | 13                     | 54                     | | Wicked: The Soundtrack |
| "—" značí, že se nahrávka neumístila v hitparádách nebo v tomto území ani nebyla vydána |      |                        |                        |                        |                        |                        |                        |                        |                        |                        |                        | |                        |

### Jako vedlejší umělkyně
| Název                                                                                   | Rok  | Umístění v hitparádách | Umístění v hitparádách | Umístění v hitparádách | Umístění v hitparádách | Umístění v hitparádách | Umístění v hitparádách | Umístění v hitparádách | Umístění v hitparádách | Umístění v hitparádách | Umístění v hitparádách | Certifikace                                                               | Album                                              |
| Název                                                                                   | Rok  | US                     | AUS                    | CAN                    | FRA                    | ITA                    | JPN                    | NLD                    | NZ                     | SWE                    | UK                     | Certifikace                                                               | Album                                              |
| --------------------------------------------------------------------------------------- | ---- | ---------------------- | ---------------------- | ---------------------- | ---------------------- | ---------------------- | ---------------------- | ---------------------- | ---------------------- | ---------------------- | ---------------------- | ------------------------------------------------------------------------- | -------------------------------------------------- |
| "Popular Song" (Mika feat. Ariana Grande)                                               | 2012 | 87                     | 71                     | —                      | —                      | —                      | —                      | 92                     | —                      | —                      | 183                    | - RIAA: Gold - BPI: Silver                                                | The Origin of Love a Yours Truly                   |
| "Adore" (Cashmere Cat feat. Ariana Grande)                                              | 2015 | 93                     | —                      | —                      | —                      | —                      | —                      | —                      | —                      | —                      | —                      |                                                                           | Singly bez alb                                     |
| "Boys Like You" (Who Is Fancy feat. Meghan Trainor a Ariana Grande)                     | 2015 | —                      | —                      | —                      | —                      | —                      | —                      | 89                     | 26                     | —                      | —                      | - RMNZ: Gold                                                              | Singly bez alb                                     |
| "Over and Over Again" (Nathan Sykes feat. Ariana Grande)                                | 2016 | —                      | —                      | —                      | —                      | —                      | —                      | —                      | —                      | —                      | —                      |                                                                           | Unfinished Business                                |
| "My Favorite Part" (Mac Miller feat. Ariana Grande)                                     | 2016 | —                      | —                      | —                      | —                      | —                      | —                      | —                      | —                      | —                      | —                      | - RIAA: Platinum - BPI: Silver - RMNZ: Platinum                           | The Divine Feminine                                |
| "Faith" (Stevie Wonder feat. Ariana Grande)                                             | 2016 | —                      | —                      | —                      | 102                    | 51                     | 48                     | —                      | —                      | —                      | —                      | - BPI: Silver - FIMI: Gold                                                | Zpívej                                             |
| "Heatstroke" (Calvin Harris feat. Young Thug, Pharrell Williams, a Ariana Grande)       | 2017 | 96                     | 23                     | 53                     | 107                    | 71                     | 63                     | —                      | —                      | 64                     | 25                     | - RIAA: Gold - ARIA: Platinum - BPI: Silver - MC: Gold - RMNZ: Platinum   | Funk Wav Bounces Vol. 1                            |
| "Quit" (Cashmere Cat feat. Ariana Grande)                                               | 2017 | —                      | 56                     | 100                    | —                      | —                      | —                      | 81                     | —                      | —                      | —                      | - RIAA: Gold - RMNZ: Gold                                                 | 9                                                  |
| "Dance to This" (Troye Sivan feat. Ariana Grande)                                       | 2018 | —                      | 39                     | 85                     | —                      | 52                     | —                      | —                      | —                      | 98                     | 64                     | - RIAA: Platinum - ARIA: Platinum - BPI: Silver - RMNZ: Gold              | Bloom                                              |
| "Bed" (Nicki Minaj feat. Ariana Grande)                                                 | 2018 | 42                     | 17                     | 30                     | 105                    | 91                     | —                      | 64                     | 25                     | 44                     | 20                     | - RIAA: Gold - ARIA: Platinum - BPI: Gold - MC: Platinum - RMNZ: Platinum | Queen                                              |
| "Rule the World" (2 Chainz feat. Ariana Grande)                                         | 2019 | 94                     | —                      | 93                     | —                      | —                      | —                      | —                      | —                      | —                      | —                      | - RIAA: Gold                                                              | Rap or Go to the League                            |
| "Good as Hell" (Remix) (Lizzo feat. Ariana Grande)                                      | 2019 | —                      | —                      | —                      | —                      | —                      | —                      | 50                     | 10                     | 29                     | —                      | - RMNZ: Platinum - SNEP: Platinum                                         | Cuz I Love You (Super Deluxe)                      |
| "Time" (Childish Gambino feat. Ariana Grande)                                           | 2020 | —                      | —                      | —                      | —                      | —                      | —                      | —                      | —                      | —                      | —                      |                                                                           | 3.15.20                                            |
| "Met Him Last Night" (Demi Lovato feat. Ariana Grande)                                  | 2021 | 61                     | 52                     | 48                     | —                      | —                      | —                      | —                      | —                      | —                      | 44                     |                                                                           | Dancing with the Devil... the Art of Starting Over |
| "Defying Gravity" (Cynthia Erivo feat. Ariana Grande)                                   | 2024 | 44                     | 31                     | 63                     | —                      | —                      | —                      | —                      | —                      | —                      | 7                      |                                                                           | Wicked: The Soundtrack                             |
| "—" značí, že se nahrávka neumístila v hitparádách nebo v tomto území ani nebyla vydána |      |                        |                        |                        |                        |                        |                        |                        |                        |                        |                        |                                                                           |                                                    |

### Prázdninové singly
| Název                                                                                     | Rok  | Umístění v hitparádách | Umístění v hitparádách | Umístění v hitparádách | Umístění v hitparádách | Umístění v hitparádách | Umístění v hitparádách | Umístění v hitparádách | Umístění v hitparádách | Umístění v hitparádách | Umístění v hitparádách | Prodeje                          | Certifikace | Album                                    |
| Název                                                                                     | Rok  | US                     | US Hol.                | AUS                    | CAN                    | KOR                    | NLD                    | NZ                     | SWI                    | UK                     | WW                     | Prodeje                          | Certifikace | Album                                    |
| ----------------------------------------------------------------------------------------- | ---- | ---------------------- | ---------------------- | ---------------------- | ---------------------- | ---------------------- | ---------------------- | ---------------------- | ---------------------- | ---------------------- | ---------------------- | -------------------------------- | --- | ---------------------------------------- |
| "Last Christmas"                                                                          | 2013 | 96                     | 32                     | 95                     | —                      | 23                     | 59                     | —                      | 91                     | 92                     | 157                    |                                  | - ARIA: Gold - BPI: Silver - RMNZ: Gold                                                                            | Christmas Kisses                         |
| "Love Is Everything"                                                                      | 2013 | —                      | 15                     | —                      | —                      | —                      | 89                     | —                      | —                      | 132                    | —                      |                                  | | Christmas Kisses                         |
| "Snow in California"                                                                      | 2013 | —                      | 33                     | —                      | —                      | —                      | 93                     | —                      | —                      | 151                    | —                      |                                  | | Christmas Kisses                         |
| "Santa Baby" (feat. Liz Gillies)                                                          | 2013 | —                      | 36                     | 77                     | —                      | —                      | 53                     | —                      | 77                     | 155                    | —                      |                                  | - ARIA: Gold - BPI: Silver                                                                                         | Christmas Kisses                         |
| "Santa Tell Me"                                                                           | 2014 | 5                      | 1                      | 5                      | 8                      | 5                      | 3                      | 5                      | 5                      | 8                      | 5                      | - KOR: 2,500,000 - UK: 1,980,000 | - RIAA: 4× Platinum - ARIA: 3× Platinum - BPI: 3× Platinum - GLF: 3× Platinum - IFPI SWI: Gold - RMNZ: 2× Platinum | Christmas Kisses a Christmas & Chill     |
| "A Hand for Mrs. Claus" (s Idina Menzel)                                                  | 2019 | —                      | —                      | —                      | —                      | —                      | —                      | —                      | —                      | —                      | —                      |                                  | | Christmas: A Season of Love              |
| "Oh Santa!" (Mariah Carey feat. Ariana Grande a Jennifer Hudson)                          | 2020 | 76                     | 45                     | —                      | 60                     | 99                     | —                      | —                      | 74                     | 50                     | 66                     |                                  | | Mariah Carey's Magical Christmas Special |
| "It Was a... (Masked Christmas)" (Jimmy Fallon feat. Ariana Grande a Megan Thee Stallion) | 2021 | —                      | —                      | —                      | —                      | —                      | —                      | —                      | —                      | —                      | —                      |                                  | | Holiday Seasoning                        |
| "Santa, Can't You Hear Me" (s Kelly Clarkson)                                             | 2022 | 76                     | 51                     | 38                     | 71                     | 165                    | 50                     | 37                     | 26                     | 23                     | 47                     |                                  | - BPI: Silver | When Christmas Comes Around...           |
| "—" značí, že se nahrávka neumístila v hitparádách nebo v tomto území ani nebyla vydána   |      |                        |                        |                        |                        |                        |                        |                        |                        |                        |                        |                                  | |                                          |

### Promo singly
| Název                                                                                   | Rok  | Umístění v hitparádách | Umístění v hitparádách | Umístění v hitparádách | Umístění v hitparádách | Umístění v hitparádách | Umístění v hitparádách | Umístění v hitparádách | Umístění v hitparádách | Umístění v hitparádách | Umístění v hitparádách | Certifikace                                                       | Album                                           |
| Název                                                                                   | Rok  | US                     | AUS                    | CAN                    | DEN                    | FRA                    | IRE                    | JPN                    | NLD                    | NZ                     | UK                     | Certifikace                                                       | Album                                           |
| --------------------------------------------------------------------------------------- | ---- | ---------------------- | ---------------------- | ---------------------- | ---------------------- | ---------------------- | ---------------------- | ---------------------- | ---------------------- | ---------------------- | ---------------------- | ----------------------------------------------------------------- | ----------------------------------------------- |
| "L.A. Boyz" (Victorious cast feat. Victoria Justice a Ariana Grande)                    | 2012 | —                      | —                      | —                      | —                      | —                      | —                      | —                      | —                      | —                      | —                      |                                                                   | Victorious 3.0                                  |
| "Almost Is Never Enough" (s Nathan Sykes)                                               | 2013 | 82                     | —                      | —                      | —                      | —                      | —                      | —                      | —                      | —                      | 49                     | - ARIA: Platinum - BPI: Silver - RMNZ: Platinum                   | Mortal Instruments: Město z kostí a Yours Truly |
| "Best Mistake" (feat. Big Sean)                                                         | 2014 | 49                     | 45                     | 39                     | 29                     | 103                    | 99                     | 74                     | 67                     | 29                     | 154                    | - RIAA: Platinum - ARIA: Gold - BPI: Silver - RMNZ: Gold          | My Everything                                   |
| "Brand New You" (feat. Williams a Caitlin Gann)                                         | 2014 | —                      | —                      | —                      | —                      | —                      | —                      | —                      | —                      | —                      | —                      |                                                                   | Promo singly bez alb                            |
| "This Is Not a Feminist Song" (Saturday Night Live cast feat. Ariana Grande)            | 2016 | —                      | —                      | —                      | —                      | —                      | —                      | —                      | —                      | —                      | —                      |                                                                   | Promo singly bez alb                            |
| "Be Alright"                                                                            | 2016 | 43                     | 52                     | 39                     | —                      | 75                     | 92                     | 67                     | 89                     | —                      | 65                     | - RIAA: Platinum - ARIA: Platinum - BPI: Gold - RMNZ: Gold        | Dangerous Woman                                 |
| "Let Me Love You" (feat. Lil Wayne)                                                     | 2016 | 99                     | 88                     | 73                     | —                      | 164                    | —                      | —                      | —                      | —                      | 180                    | - RIAA: Platinum - ARIA: Platinum - BPI: Silver - RMNZ: Platinum  | Dangerous Woman                                 |
| "Jason's Song (Gave It Away)"                                                           | 2016 | —                      | —                      | —                      | —                      | —                      | —                      | —                      | —                      | —                      | —                      |                                                                   | Dangerous Woman                                 |
| "Somewhere Over the Rainbow"                                                            | 2017 | —                      | —                      | —                      | —                      | —                      | —                      | —                      | —                      | —                      | 60                     |                                                                   | Promo singl bez alb                             |
| "Arturo Sandoval" (Arturo Sandoval a Pharrell Williams feat. Ariana Grande)             | 2018 | —                      | —                      | —                      | —                      | —                      | —                      | —                      | —                      | —                      | —                      |                                                                   | Ultimate Duets                                  |
| "The Light Is Coming" (feat. Nicki Minaj)                                               | 2018 | 89                     | 60                     | 63                     | —                      | —                      | 76                     | —                      | 81                     | —                      | 57                     | - ARIA: Gold                                                      | Sweetener                                       |
| "Imagine"                                                                               | 2018 | 21                     | 15                     | 17                     | —                      | 110                    | 4                      | —                      | 32                     | 16                     | 8                      | - RIAA: 2× Platinum - ARIA: Platinum - BPI: Gold - RMNZ: Platinum | Thank U, Next                                   |
| "Just Look Up" (s Kid Cudi)                                                             | 2021 | —                      | —                      | —                      | —                      | —                      | —                      | —                      | —                      | —                      | —                      |                                                                   | K zemi hleď!                                    |
| "—" značí, že se nahrávka neumístila v hitparádách nebo v tomto území ani nebyla vydána |      |                        |                        |                        |                        |                        |                        |                        |                        |                        |                        |                                                                   |                                                 |

## Další umístěné a certifikované písně

### 2010s
| Název                                                                                   | Rok  | Umístění v hitparádách | Umístění v hitparádách | Umístění v hitparádách | Umístění v hitparádách | Umístění v hitparádách | Umístění v hitparádách | Umístění v hitparádách | Umístění v hitparádách | Umístění v hitparádách | Umístění v hitparádách | Certifikace                                                  | Album                             |
| Název                                                                                   | Rok  | US                     | AUS                    | CAN                    | FRA                    | KOR Int.               | NLD                    | NZ                     | POR                    | SWE                    | UK                     | Certifikace                                                  | Album                             |
| --------------------------------------------------------------------------------------- | ---- | ---------------------- | ---------------------- | ---------------------- | ---------------------- | ---------------------- | ---------------------- | ---------------------- | ---------------------- | ---------------------- | ---------------------- | ------------------------------------------------------------ | --------------------------------- |
| "Give It Up" (Victorious cast feat. Elizabeth Gillies a Ariana Grande)                  | 2011 | —                      | —                      | —                      | —                      | —                      | —                      | —                      | —                      | —                      | —                      |                                                              | Victorious                        |
| "Honeymoon Avenue"                                                                      | 2013 | —                      | —                      | —                      | —                      | —                      | —                      | —                      | —                      | —                      | —                      |                                                              | Yours Truly                       |
| "Tattooed Heart"                                                                        | 2013 | —                      | —                      | —                      | —                      | —                      | —                      | —                      | —                      | —                      | —                      |                                                              | Yours Truly                       |
| "Daydreamin'"                                                                           | 2013 | —                      | —                      | —                      | —                      | 12                     | —                      | —                      | —                      | —                      | —                      |                                                              | Yours Truly                       |
| "You'll Never Know"                                                                     | 2013 | —                      | —                      | —                      | —                      | 42                     | —                      | —                      | —                      | —                      | —                      |                                                              | Yours Truly                       |
| "Break Your Heart Right Back" (feat. Childish Gambino)                                  | 2014 | —                      | —                      | —                      | —                      | —                      | —                      | —                      | —                      | —                      | —                      |                                                              | My Everything                     |
| "Just a Little Bit of Your Heart"                                                       | 2014 | —                      | 99                     | —                      | —                      | —                      | —                      | —                      | —                      | —                      | 177                    | - ARIA: Gold                                                 | My Everything                     |
| "My Everything"                                                                         | 2014 | —                      | —                      | —                      | —                      | 73                     | —                      | —                      | —                      | —                      | —                      |                                                              | My Everything                     |
| "All My Love" (Major Lazer feat. Ariana Grande)                                         | 2014 | —                      | —                      | 87                     | 135                    | —                      | —                      | —                      | —                      | —                      | 194                    |                                                              | Hunger Games: Síla vzdoru 1. část |
| "Get on Your Knees" (Nicki Minaj feat. Ariana Grande)                                   | 2014 | 88                     | 80                     | 98                     | 181                    | 90                     | —                      | —                      | —                      | —                      | 86                     |                                                              | The Pinkprint                     |
| "Wit It This Christmas"                                                                 | 2015 | —                      | —                      | —                      | —                      | —                      | —                      | —                      | —                      | —                      | —                      |                                                              | Christmas & Chill                 |
| "December"                                                                              | 2015 | —                      | —                      | —                      | —                      | —                      | —                      | —                      | —                      | —                      | —                      |                                                              | Christmas & Chill                 |
| "True Love"                                                                             | 2015 | —                      | —                      | —                      | —                      | 30                     | —                      | —                      | —                      | —                      | —                      |                                                              | Christmas & Chill                 |
| "Winter Things"                                                                         | 2015 | —                      | —                      | —                      | —                      | —                      | 40                     | —                      | —                      | —                      | —                      |                                                              | Christmas & Chill                 |
| "Moonlight"                                                                             | 2016 | —                      | —                      | —                      | —                      | —                      | —                      | —                      | —                      | —                      | —                      | - ARIA: Gold - BPI: Silver - RMNZ: Gold                      | Dangerous Woman                   |
| "Greedy"                                                                                | 2016 | —                      | —                      | —                      | 194                    | 18                     | —                      | —                      | 86                     | —                      | 113                    | - ARIA: Gold - BPI: Silver - RMNZ: Gold                      | Dangerous Woman                   |
| "Leave Me Lonely" (feat. Macy Gray)                                                     | 2016 | —                      | —                      | —                      | —                      | —                      | —                      | —                      | —                      | —                      | 143                    |                                                              | Dangerous Woman                   |
| "Bad Decisions"                                                                         | 2016 | —                      | —                      | —                      | —                      | —                      | —                      | —                      | —                      | —                      | 180                    |                                                              | Dangerous Woman                   |
| "Touch It"                                                                              | 2016 | —                      | —                      | —                      | —                      | —                      | —                      | —                      | —                      | —                      | 176                    | - ARIA: Gold                                                 | Dangerous Woman                   |
| "Thinking Bout You"                                                                     | 2016 | —                      | —                      | —                      | —                      | —                      | —                      | —                      | —                      | —                      | 183                    | - ARIA: Gold                                                 | Dangerous Woman                   |
| "Raindrops (An Angel Cried)"                                                            | 2018 | —                      | 65                     | 96                     | —                      | —                      | —                      | —                      | 54                     | —                      | —                      |                                                              | Sweetener                         |
| "Blazed" (feat. Pharrell Williams)                                                      | 2018 | —                      | 74                     | —                      | —                      | —                      | —                      | —                      | 80                     | —                      | —                      |                                                              | Sweetener                         |
| "R.E.M"                                                                                 | 2018 | 72                     | 52                     | 68                     | —                      | —                      | 100                    | —                      | 67                     | —                      | —                      | - ARIA: Gold - RMNZ: Gold                                    | Sweetener                         |
| "Sweetener"                                                                             | 2018 | 55                     | 43                     | 44                     | 183                    | —                      | 77                     | 40                     | 57                     | 96                     | 22                     | - RIAA: Platinum - ARIA: Gold - BPI: Silver - RMNZ: Gold     | Sweetener                         |
| "Successful"                                                                            | 2018 | —                      | 71                     | —                      | —                      | —                      | —                      | —                      | 99                     | —                      | —                      | - ARIA: Gold                                                 | Sweetener                         |
| "Everytime"                                                                             | 2018 | 62                     | 36                     | 51                     | —                      | —                      | —                      | —                      | 38                     | —                      | —                      | - RIAA: Platinum - ARIA: Gold - BPI: Silver - RMNZ: Gold     | Sweetener                         |
| "Borderline" (feat. Missy Elliott)                                                      | 2018 | —                      | 83                     | —                      | —                      | —                      | —                      | —                      | —                      | —                      | —                      |                                                              | Sweetener                         |
| "Better Off"                                                                            | 2018 | —                      | 68                     | 92                     | —                      | —                      | —                      | —                      | 93                     | —                      | —                      | - ARIA: Gold                                                 | Sweetener                         |
| "Goodnight n Go"                                                                        | 2018 | 87                     | 57                     | 67                     | —                      | —                      | —                      | —                      | 76                     | —                      | —                      | - RIAA: Gold - ARIA: Gold - BPI: Silver - RMNZ: Gold         | Sweetener                         |
| "Pete Davidson"                                                                         | 2018 | 99                     | 58                     | 73                     | —                      | —                      | —                      | —                      | 87                     | —                      | —                      | - ARIA: Gold                                                 | Sweetener                         |
| "Get Well Soon"                                                                         | 2018 | —                      | 79                     | —                      | —                      | —                      | —                      | —                      | —                      | —                      | —                      |                                                              | Sweetener                         |
| "Needy"                                                                                 | 2019 | 14                     | 13                     | 16                     | 100                    | —                      | 41                     | 11                     | 16                     | 43                     | 8                      | - RIAA: Platinum - ARIA: Platinum - BPI: Silver - RMNZ: Gold | Thank U, Next                     |
| "NASA"                                                                                  | 2019 | 17                     | 16                     | 17                     | 128                    | —                      | 46                     | 30                     | 26                     | 51                     | —                      | - RIAA: Platinum - ARIA: Platinum - BPI: Silver - RMNZ: Gold | Thank U, Next                     |
| "Bloodline"                                                                             | 2019 | 22                     | 11                     | 18                     | 97                     | —                      | 36                     | 28                     | 18                     | 24                     | —                      | - RIAA: Platinum - ARIA: Platinum - BPI: Silver - RMNZ: Gold | Thank U, Next                     |
| "Fake Smile"                                                                            | 2019 | 26                     | 22                     | 25                     | 125                    | —                      | 48                     | —                      | 31                     | 54                     | —                      | - ARIA: Gold - BPI: Silver - RMNZ: Gold                      | Thank U, Next                     |
| "Bad Idea"                                                                              | 2019 | 27                     | 21                     | 22                     | 105                    | —                      | 43                     | —                      | 22                     | 41                     | —                      | - ARIA: Platinum - BPI: Silver - RMNZ: Gold                  | Thank U, Next                     |
| "Make Up"                                                                               | 2019 | 48                     | 41                     | 42                     | 186                    | —                      | 64                     | —                      | 50                     | —                      | —                      | - ARIA: Gold                                                 | Thank U, Next                     |
| "Ghostin"                                                                               | 2019 | 25                     | 26                     | 27                     | 151                    | —                      | 58                     | —                      | 36                     | 68                     | —                      | - ARIA: Gold - BPI: Silver - RMNZ: Gold                      | Thank U, Next                     |
| "In My Head"                                                                            | 2019 | 38                     | 36                     | 34                     | —                      | —                      | 68                     | —                      | 48                     | —                      | —                      | - ARIA: Gold - BPI: Silver - RMNZ: Gold                      | Thank U, Next                     |
| "Bad to You" (s Normani a Nicki Minaj)                                                  | 2019 | —                      | 63                     | 82                     | —                      | —                      | —                      | —                      | —                      | 77                     | 51                     |                                                              | Charlie's Angels                  |
| "Nobody" (s Chaka Khan)                                                                 | 2019 | —                      | —                      | —                      | —                      | —                      | —                      | —                      | —                      | —                      | —                      |                                                              | Charlie's Angels                  |
| "How I Look on You"                                                                     | 2019 | —                      | —                      | —                      | —                      | —                      | —                      | —                      | —                      | —                      | —                      |                                                              | Charlie's Angels                  |
| "Got Her Own" (s Victoria Monét)                                                        | 2019 | —                      | —                      | —                      | —                      | —                      | —                      | —                      | —                      | —                      | —                      |                                                              | Charlie's Angels                  |
| "—" značí, že se nahrávka neumístila v hitparádách nebo v tomto území ani nebyla vydána |      |                        |                        |                        |                        |                        |                        |                        |                        |                        |                        |                                                              |                                   |

### 2020s
| Název | Rok  | Umístění v hitparádách | Umístění v hitparádách | Umístění v hitparádách | Umístění v hitparádách | Umístění v hitparádách | Umístění v hitparádách | Umístění v hitparádách | Umístění v hitparádách | Umístění v hitparádách | Umístění v hitparádách | Certifikace                                     | Album                                                  |
| Název | Rok  | US                     | AUS                    | CAN                    | FRA                    | NLD                    | NZ                     | POR                    | SWE                    | UK                     | WW                     | Certifikace                                     | Album                                                  |
| --- | ---- | ---------------------- | ---------------------- | ---------------------- | ---------------------- | ---------------------- | ---------------------- | ---------------------- | ---------------------- | ---------------------- | ---------------------- | ----------------------------------------------- | ------------------------------------------------------ |
| "Shut Up" | 2020 | 47                     | 45                     | 41                     | 193                    | —                      | —                      | 63                     | —                      | —                      | 28                     |                                                 | Positions                                              |
| "Motive" (s Doja Cat)                                                                                            | 2020 | 32                     | 19                     | 25                     | 128                    | —                      | 29                     | 28                     | 84                     | 16                     | 16                     | - ARIA: Platinum - BPI: Silver - RMNZ: Platinum | Positions                                              |
| "Just like Magic"                                                                                                | 2020 | 43                     | 40                     | 37                     | —                      | —                      | —                      | 60                     | —                      | —                      | 26                     | - ARIA: Gold                                    | Positions                                              |
| "Off the Table" (s the Weeknd)                                                                                   | 2020 | 35                     | 32                     | 27                     | 164                    | 93                     | —                      | 43                     | —                      | —                      | 18                     |                                                 | Positions                                              |
| "Six Thirty" | 2020 | 63                     | —                      | 51                     | —                      | —                      | —                      | 88                     | —                      | —                      | 45                     |                                                 | Positions                                              |
| "Safety Net" (feat. Ty Dolla Sign)                                                                               | 2020 | 52                     | 42                     | 40                     | —                      | —                      | —                      | 61                     | —                      | —                      | 33                     | - ARIA: Gold                                    | Positions                                              |
| "My Hair" | 2020 | 65                     | 52                     | 52                     | —                      | —                      | —                      | 81                     | —                      | —                      | 44                     |                                                 | Positions                                              |
| "Nasty" | 2020 | 49                     | 51                     | 46                     | —                      | —                      | —                      | 75                     | —                      | —                      | 36                     |                                                 | Positions                                              |
| "West Side" | 2020 | 71                     | —                      | 59                     | —                      | —                      | —                      | —                      | —                      | —                      | 64                     |                                                 | Positions                                              |
| "Love Language"                                                                                                  | 2020 | 75                     | —                      | 62                     | —                      | —                      | —                      | —                      | —                      | —                      | 67                     |                                                 | Positions                                              |
| "Obvious" | 2020 | 70                     | —                      | 56                     | —                      | —                      | —                      | —                      | —                      | —                      | 56                     |                                                 | Positions                                              |
| "Someone like U"                                                                                                 | 2021 | —                      | —                      | —                      | —                      | —                      | —                      | —                      | —                      | —                      | —                      |                                                 | Positions (Deluxe)                                     |
| "Test Drive" | 2021 | 61                     | 75                     | 41                     | —                      | —                      | —                      | 83                     | —                      | 38                     | 35                     |                                                 | Positions (Deluxe)                                     |
| "Worst Behavior"                                                                                                 | 2021 | —                      | —                      | —                      | —                      | —                      | —                      | —                      | —                      | —                      | —                      |                                                 | Positions (Deluxe)                                     |
| "Main Thing" | 2021 | —                      | —                      | —                      | —                      | —                      | —                      | —                      | —                      | —                      | —                      |                                                 | Positions (Deluxe)                                     |
| "I Don't Do Drugs" (Doja Cat feat. Ariana Grande)                                                                | 2021 | 57                     | 43                     | 37                     | —                      | —                      | 31                     | —                      | —                      | —                      | 44                     | - RIAA: Gold - RMNZ: Gold                       | Planet Her                                             |
| "Honeymoon Avenue" (live from London)                                                                            | 2023 | —                      | —                      | —                      | —                      | —                      | —                      | —                      | —                      | —                      | —                      |                                                 | Yours Truly (Tenth Anniversary Edition)                |
| "The Way" (live from London; feat. Mac Miller)                                                                   | 2023 | —                      | —                      | —                      | —                      | —                      | —                      | —                      | —                      | —                      | —                      |                                                 | Yours Truly (Tenth Anniversary Edition)                |
| "Intro (End of the World)"                                                                                       | 2024 | 38                     | 71                     | 37                     | 101                    | —                      | 21                     | 55                     | —                      | —                      | 24                     | - RMNZ: Gold                                    | Eternal Sunshine                                       |
| "Bye" | 2024 | 25                     | 19                     | 21                     | 59                     | 41                     | 20                     | 24                     | —                      | 13                     | 12                     |                                                 | Eternal Sunshine                                       |
| "Don't Wanna Break Up Again"                                                                                     | 2024 | 28                     | 69                     | 29                     | 83                     | —                      | 30                     | 38                     | —                      | —                      | 17                     |                                                 | Eternal Sunshine                                       |
| "Saturn Returns Interlude"                                                                                       | 2024 | —                      | 71                     | —                      | 174                    | —                      | —                      | 88                     | —                      | —                      | —                      |                                                 | Eternal Sunshine                                       |
| "Eternal Sunshine"                                                                                               | 2024 | 23                     | 22                     | 23                     | 75                     | —                      | 25                     | 35                     | —                      | —                      | 13                     |                                                 | Eternal Sunshine                                       |
| "Supernatural"                                                                                                   | 2024 | 17                     | 18                     | 27                     | 74                     | —                      | 24                     | 29                     | —                      | 14                     |                        |                                                 | Eternal Sunshine                                       |
| "True Story" | 2024 | 30                     | 39                     | 30                     | 62                     | —                      | 38                     | 32                     | —                      | —                      | 18                     |                                                 | Eternal Sunshine                                       |
| "I Wish I Hated You"                                                                                             | 2024 | 39                     | 46                     | 40                     | 134                    | —                      | —                      | 63                     | —                      | —                      | 29                     |                                                 | Eternal Sunshine                                       |
| "Imperfect for You"                                                                                              | 2024 | 37                     | 80                     | 35                     | 131                    | —                      | —                      | 57                     | —                      | —                      | 25                     |                                                 | Eternal Sunshine                                       |
| "Ordinary Things" (feat. Nonna)                                                                                  | 2024 | 55                     | 72                     | 56                     | 199                    | —                      | —                      | 101                    | —                      | —                      | 47                     |                                                 | Eternal Sunshine                                       |
| "Sympathy Is a Knife" (Charli XCX feat. Ariana Grande)                                                           | 2024 | 36                     | —                      | 37                     | 173                    | 95                     | —                      | 41                     | 61                     | 7                      | 20                     | - BPI: Silver                                   | Brat and It's Completely Different but Also Still Brat |
| "No One Mourns the Wicked" (feat. Andy Nyman, Courtney-Mae Briggs, Jeff Goldblum, Sharon D. Clarke a Jenna Boyd) | 2024 | 86                     | —                      | —                      | —                      | —                      | —                      | —                      | —                      | —                      | —                      |                                                 | Wicked: The Soundtrack                                 |
| "Dear Old Shiz" (Shiz University Choir feat. Ariana Grande)                                                      | 2024 | —                      | —                      | —                      | —                      | —                      | —                      | —                      | —                      | —                      | —                      |                                                 | Wicked: The Soundtrack                                 |
| "What Is This Feeling?" (s Cynthia Erivo)                                                                        | 2024 | 62                     | 58                     | 87                     | —                      | —                      | —                      | —                      | —                      | 16                     | 83                     |                                                 | Wicked: The Soundtrack                                 |
| "Dancing Through Life" (Jonathan Bailey feat. Ariana Grande, Ethan Slater, Marissa Bode a Cynthia Erivo)         | 2024 | 86                     | —                      | —                      | —                      | —                      | —                      | —                      | —                      | —                      | —                      |                                                 | Wicked: The Soundtrack                                 |
| "One Short Day" (s Cynthia Erivo, Kristin Chenoweth a Idina Menzel feat. Michael McCorry Rose)                   | 2024 | —                      | —                      | —                      | —                      | —                      | —                      | —                      | —                      | —                      | —                      |                                                 | Wicked: The Soundtrack                                 |
| "—" značí, že se nahrávka neumístila v hitparádách nebo v tomto území ani nebyla vydána                          |      |                        |                        |                        |                        |                        |                        |                        |                        |                        |                        |                                                 |                                                        |